# Listă cu cele mai bune romane din SUA în anii 1980

## 1980
1. The Covenant de James A. Michener
2. The Bourne Identity de Robert Ludlum
3. Rage of Angels de Sidney Sheldon
4. Princess Daisy de Judith Krantz
5. Firestarter de Stephen King
6. The Key to Rebecca de Ken Follett
7. Random Winds de Belva Plain
8. The Devil's Alternative de Frederick Forsyth
9. The Fifth Horseman de Larry Collins and Dominique Lapierre
10. The Spike de Arnaud de Borchgrave and Robert Moss

## 1981
1. Noble House de James Clavell
2. The Hotel New Hampshire de John Irving
3. Cujo de Stephen King
4. An Indecent Obsession de Colleen McCullough
5. Gorky Park de Martin Cruz Smith
6. Masquerade de Kit Williams
7. Goodbye, Janette de Harold Robbins
8. The Third Deadly Sin de Lawrence Sanders
9. The Glitter Dome de Joseph Wambaugh
10. No Time for Tears de Cynthia Freeman

## 1982
1. E.T., The Extraterrestrial de William Kotzwinkle
2. Space de James A. Michener
3. The Parsifal Mosaic de Robert Ludlum
4. Master of the Game de Sidney Sheldon
5. Mistral's Daughter de Judith Krantz
6. The Valley of Horses de Jean M. Auel
7. Different Seasons de Stephen King
8. North and South de John Jakes
9. 2010: Odyssey Two de Arthur C. Clarke
10. The Man from St. Petersburg de Ken Follett

## 1983
1. Return of the Jedi de James Kahn
2. Poland de James A. Michener
3. Pet Sematary de Stephen King
4. The Little Drummer Girl de John le Carré
5. Christine de Stephen King
6. Changes de Danielle Steel
7. The Name of the Rose de Umberto Eco
8. White Gold Wielder de Stephen R. Donaldson
9. Hollywood Wives de Jackie Collins
10. The Lonesome Gods de Louis L'Amour

## 1984
1. The Talisman de Stephen King and Peter Straub
2. The Aquitaine Progression de Robert Ludlum
3. The Sicilian de Mario Puzo
4. Love and War de John Jakes
5. The Butter Battle Book de Dr. Seuss
6. ...And the Ladies of the Club de Helen Hooven Santmyer
7. The Fourth Protocol de Frederick Forsyth
8. Full Circle de Danielle Steel
9. The Life and Hard Times of Heidi Abromowitz de Joan Rivers
10. Lincoln de Gore Vidal

## 1985
1. The Mammoth Hunters de Jean M. Auel
2. Texas de James A. Michener
3. Lake Wobegon Days de Garrison Keillor
4. If Tomorrow Comes de Sidney Sheldon
5. Skeleton Crew de Stephen King
6. Secrets de Danielle Steel
7. Contact de Carl Sagan
8. Lucky de Jackie Collins
9. Family Album de Danielle Steel
10. The Class de Erich Segal

## 1986
1. It de Stephen King
2. Red Storm Rising de Tom Clancy and Larry Bond
3. Whirlwind de James Clavell
4. The Bourne Supremacy de Robert Ludlum
5. Hollywood Husbands de Jackie Collins
6. Wanderlust de Danielle Steel
7. I'll Take Manhattan de Judith Krantz
8. Last of the Breed de Louis L'Amour
9. The Prince of Tides de Pat Conroy
10. A Perfect Spy de John le Carré

## 1987
1. The Tommyknockers de Stephen King
2. Patriot Games de Tom Clancy
3. Kaleidoscope de Danielle Steel
4. Misery de Stephen King
5. Leaving Home de Garrison Keillor
6. Windmills of the Gods de Sidney Sheldon
7. Presumed Innocent de Scott Turow
8. Fine Things de Danielle Steel
9. Heaven and Hell de John Jakes
10. The Eyes of the Dragon de Stephen King

## 1988
1. The Cardinal of the Kremlin de Tom Clancy
2. The Sands of Time de Sidney Sheldon
3. Zoya de Danielle Steel
4. The Icarus Agenda de Robert Ludlum
5. Alaska de James A. Michener
6. Till We Meet Again de Judith Krantz
7. The Queen of the Damned de Anne Rice
8. To Be the Best de Barbara Taylor Bradford
9. One de Richard Bach
10. Mitla Pass de Leon Uris

## 1989
1. Clear and Present Danger de Tom Clancy
2. The Dark Half de Stephen King
3. Daddy de Danielle Steel
4. Star de Danielle Steel
5. Caribbean de James A. Michener
6. The Satanic Verses de Salman Rushdie
7. The Russia House de John le Carré
8. The Pillars of the Earth de Ken Follet
9. California Gold de John Jakes
10. While My Pretty One Sleeps de Mary Higgins Clark